# 药师寺 (北京)
药师寺，位于北京市房山区周口店镇涞沥水村，如今是一座汉传佛教尼寺。

## 历史
相传，涞沥水村的药师寺始建于唐朝中期，后来毁于火灾。明朝复建。中华民国初年，曹锟在药师寺废墟上建起别墅。抗日战争期间，1939年一架日军飞机在涞沥水村西的紫金岭撞毁。日军误以为是被八路军击落。半个月后，日军开至涞沥水村内破坏，烧毁了曹锟的别墅。
改革开放后，涞沥水村脱贫致富。为弘扬佛教文化，根据村民及周边信众要求，涞沥水村党支部书记张田决定复建药师寺，并亲自指挥施工，自1995年动工后，经过三年完工。
21世纪初，为落实中共的宗教政策，将药师寺恢复为宗教活动场所，周口店镇人民政府、房山区人民政府、北京市人民政府乃至国家宗教局均给予支持。北京市佛教协会会长、北京市政协委员释传印亲自为药师寺推荐教职人员，并且为药师寺题写匾额。2006年，有关部门为药师寺举行了宗教活动场所颁证仪式。
2010年时，药师寺有7名比丘尼，一名沙弥尼。2010年6月18日，北京市佛教协会、房山区民政局的领导就开展创建和谐寺院活动到房山区的云居寺和药师寺考察，在药师寺受到寂律法师接待。

## 建筑
药师寺位于涞沥水村小旮旯沟的阳面山坡，地处一个小山头上，占地面积约200亩。药师寺坐北朝南（略微偏东），自下而上分别为牌坊、石阶、天王殿、大雄宝殿、药师殿、大悲阁等。建筑面积大约600平方米。
药师寺以西高处山坡上，有两座观音洞，供奉观音菩萨像。